# Elezioni generali in Uruguay del 1989
Le elezioni generali in Uruguay del 1989 si tennero il 26 novembre per l'elezione del Presidente e il rinnovo dell'Assemblea generale (Camera dei rappresentanti e Camera dei senatori).

## Risultati
| Candidati               | Voti      | %     | Lista                          | Voti      | %     | Seggi Camera | Seggi Senato |
| ----------------------- | --------- | ----- | ------------------------------ | --------- | ----- | ------------ | ------------ |
| Luis Alberto Lacalle    | 444.839   | 22,57 | Partito Nazionale              | 765.990   | 38,87 | 39           | 12           |
| Carlos Julio Pereyra    | 218.656   | 11,10 | Partito Nazionale              | 765.990   | 38,87 | 39           | 12           |
| Alberto Zumarán         | 101.046   | 5,13  | Partito Nazionale              | 765.990   | 38,87 | 39           | 12           |
| Voti aggiuntivi         | 1.449     | 0,07  | Partito Nazionale              | 765.990   | 38,87 | 39           | 12           |
| Jorge Batlle            | 291.944   | 14,82 | Partito Colorado               | 596.964   | 30,29 | 30           | 9            |
| Jorge Pacheco Areco     | 289.222   | 14,68 | Partito Colorado               | 596.964   | 30,29 | 30           | 9            |
| Hugo Fernández Faingold | 14.482    | 0,73  | Partito Colorado               | 596.964   | 30,29 | 30           | 9            |
| Voti aggiuntivi         | 1.316     | 0,07  | Partito Colorado               | 596.964   | 30,29 | 30           | 9            |
| Liber Seregni           | 418.403   | 21,23 | Fronte Ampio                   | 418.403   | 21,23 | 21           | 7            |
| Hugo Batalla            | 177.453   | 9,01  | Partito del Governo del Popolo | 177.453   | 9,01  | 9            | 2            |
| Rodolfo V. Tálice       | 10.835    | 0,55  | Partito Verde Eto-Ecologista   | 10.835    | 0,55  | -            | -            |
| Bolívar Espínola        | 441       | 0,02  | Movimento della Giustizia      | 441       | 0,02  | -            | -            |
| Vital Andrada           | 310       | 0,02  | Partito dei Lavoratori         | 310       | 0,02  | -            | -            |
| Nancy Espasandín        | 190       | 0,01  | Partito della Convergenza      | 190       | 0,01  | -            | -            |
| Totale                  | 1.970.586 |       |                                | 1.970.586 |       | 99           | 31           |